# Nuoto ai campionati mondiali di nuoto 2023 - 400 metri stile libero femminili
La gara di nuoto dei 400 metri stile libero femminili dei campionati mondiali di nuoto 2023 è stata disputata il 23 luglio 2023 presso il Marine Messe Fukuoka di Fukuoka. Vi hanno preso parte 41 atlete provenienti da 31 nazioni.
La competizione è stata vinta dalla nuotatrice australiana Ariarne Titmus, mentre l'argento e il bronzo sono andati rispettivamente alla statunitense Katie Ledecky e alla neozelandese Erika Fairweather.

## Podio
| Posizione | Atleta            | Nazionalità   |
| --------- | ----------------- | ------------- |
| Oro       | Ariarne Titmus    | Australia     |
| Argento   | Katie Ledecky     | Stati Uniti   |
| Bronzo    | Erika Fairweather | Nuova Zelanda |

## Programma
| Data           | Ora (UTC+9) | Turno    |
| -------------- | ----------- | -------- |
| 23 luglio 2023 | 11:56       | Batterie |
| 23 luglio 2023 | 20:32       | Finale   |

## Record
Prima della competizione il record del mondo e il record dei campionati erano i seguenti:
| Record mondiale       | 3'56"08 | Summer McIntosh Canada    | 28 marzo 2023 Toronto, Canada     |
| Record dei campionati | 3'58"15 | Katie Ledecky Stati Uniti | 18 giugno 2022 Budapest, Ungheria |

Durante la competizione sono stati battuti i seguenti record:
| Data      | Evento | Atleta         | Nazione   | Tempo   | Record          |
| --------- | ------ | -------------- | --------- | ------- | --------------- |
| 23 luglio | Finale | Ariarne Titmus | Australia | 3'55"38 | Record mondiale |

## Risultati

### Batterie
| Pos. | Batteria | Corsia | Atleta                  | Nazionalità             | Tempo   | Note |
| ---- | -------- | ------ | ----------------------- | ----------------------- | ------- | ---- |
| 1    | 5        | 5      | Katie Ledecky           | Stati Uniti             | 4'00"80 | Q    |
| 2    | 4        | 4      | Ariarne Titmus          | Australia               | 4'01"39 | Q    |
| 3    | 5        | 4      | Summer McIntosh         | Canada                  | 4'01"72 | Q    |
| 4    | 4        | 6      | Isabel Marie Gose       | Germania                | 4'03"02 | Q,   |
| 5    | 4        | 5      | Erika Fairweather       | Nuova Zelanda           | 4'03"07 | Q    |
| 6    | 4        | 3      | Lani Pallister          | Australia               | 4'03"49 | Q    |
| 7    | 5        | 6      | Bella Sims              | Stati Uniti             | 4'04"25 | Q    |
| 8    | 5        | 3      | Li Bingjie              | Cina                    | 4'04"98 | Q    |
| 9    | 5        | 1      | Ajna Késely             | Ungheria                | 4'07"08 |      |
| 10   | 4        | 1      | Waka Kobori             | Giappone                | 4'07"48 |      |
| 11   | 4        | 7      | Gabrielle Roncatto      | Brasile                 | 4'07"99 |      |
| 12   | 4        | 8      | Maria Fernanda Costa    | Brasile                 | 4'08"67 |      |
| 13   | 5        | 8      | Freya Colbert           | Gran Bretagna           | 4'09"02 |      |
| 14   | 4        | 9      | Anastasija Kirpičnikova | Francia                 | 4'09"43 |      |
| 15   | 3        | 5      | Valentine Dumont        | Belgio                  | 4'10"09 |      |
| 16   | 5        | 2      | Miyu Namba              | Giappone                | 4'10"23 |      |
| 17   | 4        | 2      | Ma Yonghui              | Cina                    | 4'10"64 |      |
| 18   | 3        | 1      | Han Da-kyung            | Corea del Sud           | 4'11"08 |      |
| 19   | 3        | 3      | Deniz Ertan             | Turchia                 | 4'11"29 |      |
| 20   | 5        | 7      | Eve Thomas              | Nuova Zelanda           | 4'11"33 |      |
| 21   | 3        | 2      | Imani de Jong           | Paesi Bassi             | 4'12"03 |      |
| 22   | 5        | 0      | Ella Jansen             | Canada                  | 4'12"77 |      |
| 23   | 5        | 9      | Bettina Fábián          | Ungheria                | 4'12"83 |      |
| 24   | 3        | 9      | Gan Ching Hwee          | Singapore               | 4'13"10 |      |
| 25   | 3        | 0      | Marlene Kahler          | Austria                 | 4'13"13 |      |
| 26   | 4        | 0      | Merve Tuncel            | Turchia                 | 4'13"34 |      |
| 27   | 3        | 8      | Daria Golovaty          | Israele                 | 4'14"33 |      |
| 28   | 3        | 7      | Paula Otero             | Spagna                  | 4'14"63 |      |
| 29   | 2        | 4      | María Yegres            | Venezuela               | 4'15"79 |      |
| 30   | 3        | 6      | Cyrielle Duhamel        | Francia                 | 4'16"97 |      |
| 31   | 3        | 4      | Katja Fain              | Slovenia                | 4'18"05 |      |
| 32   | 2        | 6      | Iman Avdić              | Bosnia ed Erzegovina    | 4'20"04 |      |
| 33   | 2        | 5      | Batbayaryn Enkhkhüslen  | Mongolia                | 4'21"39 |      |
| 34   | 2        | 3      | Võ Thị Mỹ Tiên          | Vietnam                 | 4'23"21 |      |
| 35   | 2        | 2      | Eva Petrovska           | Macedonia del Nord      | 4'24"92 |      |
| 36   | 2        | 1      | Harper Barrowman        | Isole Cayman            | 4'26"88 |      |
| 37   | 2        | 8      | Danielle Treasure       | Barbados                | 4'32"39 |      |
| 38   | 2        | 7      | Sasha Gatt              | Malta                   | 4'35"45 |      |
| 39   | 1        | 3      | Anna Nikishkina         | Kirghizistan            | 4'36"12 |      |
| 40   | 1        | 4      | Natalia Kuipers         | Isole Vergini Americane | 4'38"00 |      |
| 41   | 1        | 5      | Amaya Bollinger         | Guam                    | 5'16"50 |      |

### Finale
| Pos.    | Corsia | Atleta            | Nazionalità   | Tempo   | Note |
| ------- | ------ | ----------------- | ------------- | ------- | ---- |
| Oro     | 5      | Ariarne Titmus    | Australia     | 3'55"38 |      |
| Argento | 4      | Katie Ledecky     | Stati Uniti   | 3'58"73 |      |
| Bronzo  | 2      | Erika Fairweather | Nuova Zelanda | 3'59"59 |      |
| 4       | 3      | Summer McIntosh   | Canada        | 3'59"94 |      |
| 5       | 8      | Li Bingjie        | Cina          | 4'01"65 |      |
| 6       | 7      | Lani Pallister    | Australia     | 4'05"17 |      |
| 7       | 6      | Isabel Marie Gose | Germania      | 4'05"27 |      |
| 8       | 1      | Bella Sims        | Stati Uniti   | 4'05"37 |      |